# Отверженные (фильм, 1995)
«Отверженные» (фр. Les Misérables) — художественный фильм режиссёра Клода Лелуша, вышедший на экраны в 1995 году. Сюжет ленты основан на одноимённом романе Виктора Гюго (1862), действие которого перенесено в первую половину XX века.

## Сюжет
Фильм начинается с момента самоубийства графа де Вильнева сразу после новогоднего бала, открывающего новое столетие. Арестован подозреваемый в его убийстве личный шофёр Анри Фортен (Жан-Поль Бельмондо). Пока супруг сидит в тюрьме, тщетно дожидаясь правосудия, его жена Катрин вынуждена податься в проститутки, а затем накладывает на себя руки, получив письмо о гибели Фортена при попытке к бегству. Их сын, которого тоже зовут Анри, повзрослев, становится известным боксёром.
Затем события переносят нас в начало 1940-х годов, где в центре внимания оказывается постаревший Анри Фортен, который помогает семье юриста-еврея Андре Зимана и балерины Элизы Зиман спастись от преследования нацистов.

## В ролях
- Жан-Поль Бельмондо — Анри Фортен / Жан Вальжан
- Даниель Тоскан дю Плантье — граф де Вильнева
- Мишель Бужена — Андре Зиман
- Алессандра Мартинес — Элиза Зиман
- Саломе Лелуш — Саломея Зиман
- Анни Жирардо — мадам Тенардье (1942)
- Филипп Леотар — Тенардье (1942)
- Клементин Селарье — Катрина / Фантина
- Филипп Хорсан — полицейский / Жавер
- Тикки Ольгадо — хороший бандит
- Рюфюс — Тенардье (1930 / 1990)
- Жан Маре — епископ Мириэль
- Вильям Лемержи — Эйфелева Башня
- Мишлин Прель — мать-настоятельница
- Микаэль Коэн[фр.] — Мариус Понмерси

## Награды и номинации
- 1995 — приз зрительских симпатий на Чикагском кинофестивале.
- 1995 — попадание в список лучших зарубежных фильмов года по версии Национального совета кинокритиков США.
- 1996 — премия «Золотой глобус» за лучший фильм на иностранном языке.
- 1996 — номинация на премию BAFTA за лучший неанглоязычный фильм (Клод Лелуш).
- 1996 — премия «Сезар» за лучшую женскую роль второго плана (Анни Жирардо).
- 1997 — премия Лондонского кружка кинокритиков за лучший иноязычный фильм года.